# Albert Gerhards

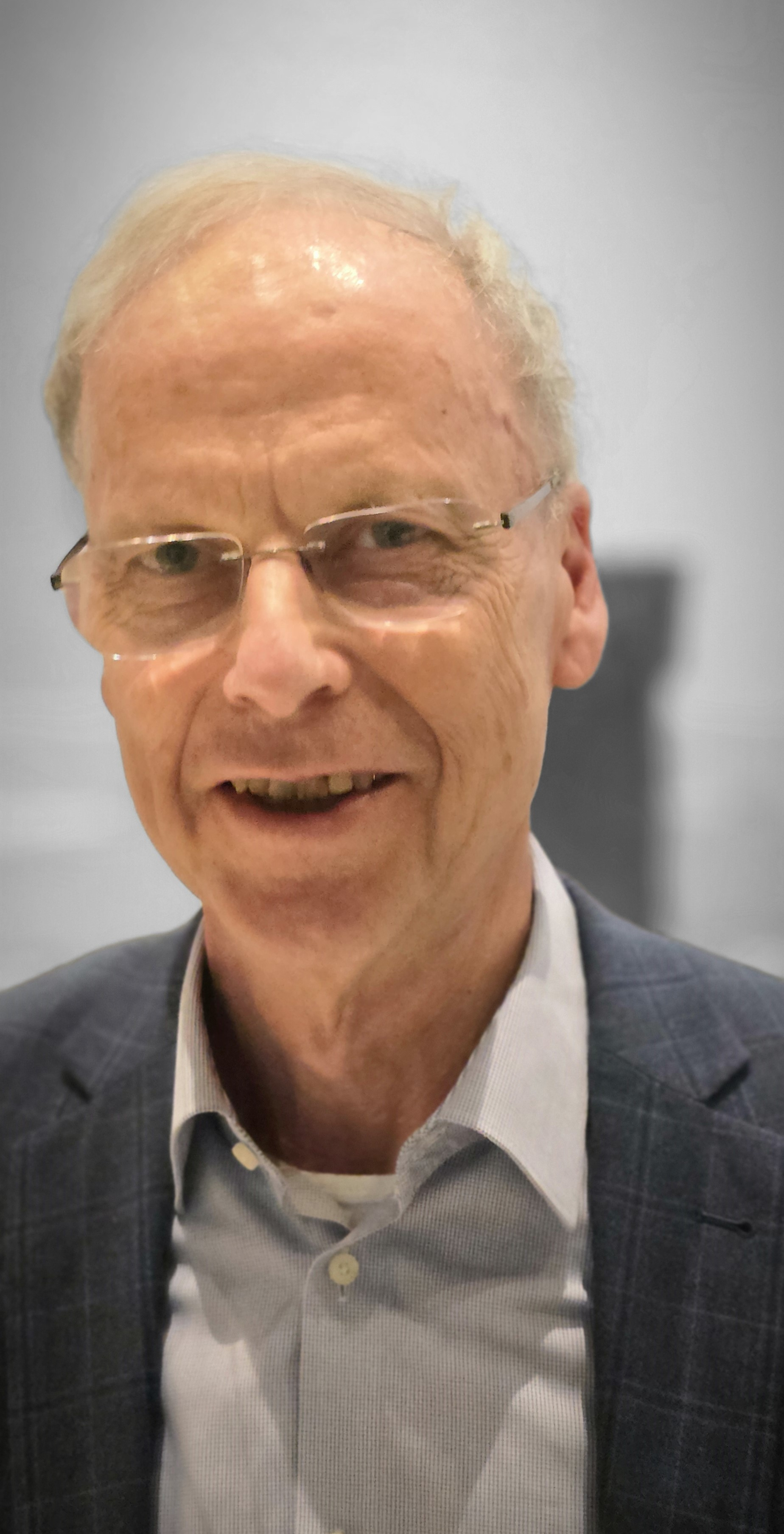
Albert Gerhards – Mai 2024 in Aachen

Albert Gerhards (* 2. Oktober 1951 in Viersen-Dülken) ist ein deutscher römisch-katholischer Theologe, Priester  und Liturgiewissenschaftler.

## Ausbildung
Nach dem Abitur am städtischen humanistischen Gymnasium in Viersen studierte Gerhards von 1970 bis 1977 Philosophie und Theologie an der Universität Innsbruck und der Gregoriana in Rom. Nach der Priesterweihe 1976 in Rom schloss er das Lizenziat in dogmatischer Theologie ab und promovierte von 1977 bis 1982 an der katholisch-theologischen Fakultät in Trier bei Balthasar Fischer mit einer Dissertation zum Thema Die griechische Gregoriosanaphora: ein Beitrag zur Geschichte des Eucharistischen Hochgebets.

## Wirken
Nach der Zeit als wissenschaftlicher Assistent bei Fischer von 1979 bis 1981 und einer Kaplanstätigkeit an St. Helena (Mönchengladbach-Rheindahlen) erhielt Gerhards 1984 den Ruf als Professor für Liturgiewissenschaft an der katholisch-theologischen Fakultät der Universität Bochum. 1985 bis 1996 leitete Gerhards die Arbeitsgruppe für kirchliche Architektur und sakrale Kunst der Liturgiekommission der Deutschen Bischofskonferenz und ist seit 1989 Mitglied des Ökumenischen Arbeitskreises evangelischer und katholischer Theologen. Seit 1989 ist Gerhards Professor für Liturgiewissenschaft an der Rheinischen Friedrich-Wilhelms-Universität Bonn, dort bekleidete er von 1996 bis 1998 auch das Amt des Dekans. 1998 bis 2002 war er Sprecher der Arbeitsgemeinschaft Katholischer Liturgiedozenten im deutschen Sprachgebiet und von 1991 bis 2001 Berater der Liturgiekommission der Deutschen Bischofskonferenz. Gerhards ist weiterhin Mitglied im wissenschaftlichen Beirat der Convegni Liturgici Internazionali des Monastero di Bose (Italien), Stellvertretender Sprecher des Bonner Zentrums für Religion und Gesellschaft (ZERG), Berater der DBK-Unterkommission für die religiösen Beziehungen zum Judentum (seit 2006), Mitglied im Beirat von „Kunst und Kirche“ (seit 2007) und Mitglied im wissenschaftlichen Beirat der Zeitschrift „Arts sacrés“ (seit 2009). Seine Forschungsschwerpunkte liegen vor allem in den Bereichen Geschichte, Theologie und Praxis der Liturgie (u. a. Eucharistisches Hochgebet), Ökumene, Kirchenmusik, Kunst und Kirche sowie im interreligiösen Dialog, v. a. zwischen Judentum und Christentum. In den letzten Jahren widmeten sich Gerhards Forschungen auch speziell den Themen der Sakralraumpädagogik und liturgischen Ästhetik. Im Jahr 2017 wurde er emeritiert. Am 7. November 2024 wurde Albert Gerhards die Ehrendoktorwürde der Theologischen Fakultät der Universität Luzern verliehen.

## Publikationen
- Monographien:
  - La liturgia della nostra fede, Qiqajon 2010, ISBN 978-8882273002
  - Licht. Ein Weg durch Räume und Zeiten der Liturgie, Schnell + Steiner, Regensburg 2011, ISBN 978-3-7954-2435-0
  - Wo Gott und Welt sich begegnen. Kirchenräume verstehen, Butzon & Bercker, Kevelaer 2011, ISBN 978-3-7666-1545-9
  - Erneuerung kirchlichen Lebens aus dem Gottesdienst. Beiträge zur Reform der Liturgie (Praktische Theologie heute 120), Kohlhammer, Stuttgart 2012, ISBN 978-3-17-022071-3
  - Einführung in die Liturgiewissenschaft (zus. mit Benedikt Kranemann), 3. vollständig überarb. Aufl., Wissenschaftliche Buchgesellschaft, Darmstadt 2013; ISBN 978-3-534-25686-0
  - Klang – Ein Weg durch Räume und Zeiten der Liturgie, Schnell & Steiner, Regensburg 2016, ISBN 978-3-7954-3141-9

- Beiträge
  - Nun sag, wie hast du’s mit der Kommunion?, in: Anzeiger für die Seelsorge 6/2017, S. 20ff, ISSN 0721-1937

- Reihen-Mitherausgeber:
  - Praktische Theologie heute (Kohlhammer Verlag, Stuttgart);
  - Bild-Raum-Feier. Studien zu Kirche und Kunst (Schnell & Steiner Verlag, Regensburg);
  - Ästhetik – Theologie – Liturgik (LIT Verlag, Berlin u. a.);
  - Studien des Bonner Zentrums für Religion und Gesellschaft (Ergon Verlag, Würzburg);
  - Monumenta Liturgica Ecclesiarum Particularium (Verlag Nova & Vetera, Bonn);
  - Predigtempfehlungen (LIT Verlag, Berlin u. a.)